# David Warren (wynalazca)
David Ronald Warren, Dave Warren (ur. 20 marca 1925 w Groote Eylandt, zm. 19 lipca 2010 w Melbourne) – australijski inżynier, wynalazca tzw. czarnej skrzynki, czyli rejestratora parametrów lotu i głosów załogi w kokpicie samolotu.

## Życiorys
Warren urodził się na Groote Eylandt, wyspie należącej do australijskiego Terytorium Północnego. W 1934 roku ojciec Warrena zginął podczas podróży samolotem lecącym nad Cieśniną Bassa; była to jedna z pierwszych katastrof lotniczych, które wydarzyły się na terenie Australii.
Warren ukończył Launceston Grammar School na Tasmanii, Trinity Grammar School w Sydney i Uniwersytet w Sydney.
W latach 1952−1983 pracował jako inżynier w Defence Science and Technology Organisation’s Aeronautical Research Laboratories w Melbourne. Tam też, pod wpływem lotniczej katastrofy, która wydarzyła się w 1953 roku, opracował w 1958 roku ideę rejestratora głosów z kokpitu samolotu. W 1960 roku Australia stała się pierwszym państwem na świecie, który wprowadził obowiązek rejestrowania głosów załogi w kokpitach samolotów.
W 2002 roku został odznaczony Orderem Australii. Wyróżnienie przyznano mu za: „zasługi dla przemysłu lotniczego, w szczególności za wczesne prace koncepcyjne i opracowanie prototypu czarnej skrzynki rejestrującej parametry lotu”.